# Santiago Vergini
Santiago Vergini, född 3 augusti 1988, är en argentinsk fotbollsspelare (försvarare) som spelar för Boca Juniors.